# Diócesis de Leeds
La diócesis de Leeds (en latín: Dioecesis Loidensis y en inglés: Roman Catholic Diocese of Leeds) es una circunscripción eclesiástica de la Iglesia católica en el Reino Unido. Se trata de una diócesis latina, sufragánea de la arquidiócesis de Liverpool. Desde el 15 de septiembre de 2014 su obispo es Marcus Stock.

## Territorio y organización
La diócesis tiene 5033 km² y extiende su jurisdicción sobre los fieles católicos de rito latino residentes en Inglaterra en parte de la región de Yorkshire y Humber. Comprende todo West Yorkshire (con excepción de la parroquia de Todmorden) junto con parroquias en East Riding, North Yorkshire, Gran Manchester y Lancashire.
La sede de la diócesis se encuentra en la ciudad de Leeds, en donde se halla la Catedral de Santa Ana.
En 2023 en la diócesis existían 81 parroquias agrupadas en 11 decanatos: Bradford, Halifax, Harrogate, Keighley/Skipton, Kirkless, Leeds Norths, Leeds East, Leeds South West, Pontefract/Wakefield, Selby y Wharfedale. Además de la catedral. En St Augustine’s Presbytery de Leeds se encuentra una capellanía eritrea de rito geez.

## Historia
La diócesis fue erigida por el papa León XIII el 20 de diciembre de 1878 mediante el breve Quae ex hac, tras la división de la diócesis de Beverley, que cubría todo el territorio de Yorkshire: al sur del río Ouse la actual diócesis, y al norte del mismo río la diócesis de Middlesbrough. La ciudad de York se encontró dividida entre las dos nuevas diócesis por el río Ouse. Originalmente era sufragánea de la arquidiócesis de Westminster.
De 1900 a 1904 se construyó la nueva Catedral de Santa Ana, que sustituyó a la catedral anterior, también dedicada a Santa Ana, que fue demolida a finales del siglo XIX. Esta iglesia había obtenido el título de catedral y su cabildo de canónigos mediante el breve A Venerabili del papa León XIII del 23 de septiembre de 1879.
El 28 de octubre de 1911 pasó a formar parte de la provincia eclesiástica de Liverpool.
El 30 de mayo de 1980 la diócesis cedió una parte de su territorio para la erección de la diócesis de Hallam mediante la bula Qui arcano Dei del papa Juan Pablo II.
En 1982 las dos parroquias de York, situadas al sur del río Ouse, fueron cedidas a la diócesis de Middlesbrough para unificar la ciudad de York bajo un solo obispo. En 1988 la parroquia de Dunsop Bridge fue transferida a la diócesis de Salford y en 2004 la parroquia de Howden fue transferida de Middlesbrough a la diócesis de Leeds.

## Estadísticas
Según el Anuario Pontificio 2024 la diócesis tenía a fines de 2023 un total de 170 830 fieles bautizados.
| Año                                                                             | Población            | Población | Población      | Sacerdotes | Sacerdotes    | Sacerdotes    | Bautizados por sacerdote | Diáconos permanentes | Religiosos | Religiosos | Parroquias |
| Año                                                                             | Bautizados católicos | Total     | % de católicos | Total      | Clero secular | Clero regular | Bautizados por sacerdote | Diáconos permanentes | Varones    | Mujeres    | Parroquias |
| ------------------------------------------------------------------------------- | -------------------- | --------- | -------------- | ---------- | ------------- | ------------- | ------------------------ | -------------------- | ---------- | ---------- | ---------- |
| 1950                                                                            | 179 000              | 3 354 395 | 5.3            | 338        | 284           | 54            | 529                      |                      | 59         | 761        | 141        |
| 1970                                                                            | 258 284              | 3 641 228 | 7.1            | 372        | 310           | 62            | 694                      |                      | 67         | 742        | 182        |
| 1980                                                                            | 269 500              | 3 655 000 | 7.4            | 363        | 298           | 65            | 742                      | 4                    | 76         | 779        | 187        |
| 1990                                                                            | 192 800              | 2 169 000 | 8.9            | 229        | 195           | 34            | 841                      | 5                    | 38         | 313        | 129        |
| 1999                                                                            | 172 474              | 2 200 000 | 7.8            | 205        | 194           | 11            | 841                      | 19                   | 16         | 212        | 130        |
| 2000                                                                            | 166 958              | 2 000     | 8.3            | 197        | 187           | 10            | 847                      | 19                   | 12         | 199        | 125        |
| 2001                                                                            | 157 957              | 2 000     | 7.9            | 193        | 185           | 8             | 818                      | 19                   | 11         | 192        | 124        |
| 2002                                                                            | 155 035              | 2 000     | 7.8            | 195        | 186           | 9             | 795                      | 21                   | 11         | 176        | 124        |
| 2003                                                                            | 155 035              | 2 000     | 7.8            | 196        | 185           | 11            | 790                      | 21                   | 14         | 172        | 124        |
| 2004                                                                            | 154 957              | 2 000     | 7.7            | 203        | 187           | 16            | 763                      | 24                   | 18         | 191        | 124        |
| 2013                                                                            | 157 766              | 2 068 000 | 7.6            | 182        | 175           | 7             | 866                      | 24                   | 13         | 136        | 86         |
| 2016                                                                            | 167 151              | 2 095 000 | 8.0            | 156        | 147           | 9             | 1071                     | 23                   | 11         | 115        | 86         |
| 2019                                                                            | 168 000              | 2 115 000 | 7.9            | 158        | 145           | 13            | 1063                     | 22                   | 15         | 103        | 82         |
| 2021                                                                            | 169 440              | 2 133 000 | 7.9            | 145        | 130           | 15            | 1168                     | 21                   | 18         | 106        | 81         |
| 2023                                                                            | 170 830              | 2 150 530 | 7.9            | 142        | 125           | 17            | 1203                     | 24                   | 20         | 90         | 81         |
| Fuente: Catholic-Hierarchy, que a su vez toma los datos del Anuario Pontificio. |                      |           |                |            |               |               |                          |                      |            |            |            |

## Episcopologio

Marcus Stock, obispo de Leeds desde 2014

- Robert Cornthwaite † (20 de diciembre de 1878-16 de junio de 1890 falleció)
- WIlliam Gordon † (16 de junio de 1890 por sucesión-7 de junio de 1911 falleció)
- Joseph Robert Cowgill † (7 de junio de 1911 por sucesión-12 de mayo de 1936 falleció)
- Henry John Poskitt † (19 de agosto de 1936-19 de febrero de 1950 falleció)
- John Carmel Heenan † (27 de enero de 1951-2 de mayo de 1957 nombrado arzobispo de Liverpool)
- George Patrick Dwyer † (3 de agosto de 1957-5 de octubre de 1965 nombrado arzobispo de Birmingham)
- William Gordon Wheeler † (25 de abril de 1966-12 de julio de 1985 retirado)
- David Every Konstant † (12 de julio de 1985-7 de abril de 2004 renunció)
- Arthur Roche (7 de abril de 2004 por sucesión-26 de junio de 2012 nombrado secretario de la Congregación para el Culto Divino y la Disciplina de los Sacramentos)
  - Sede vacante (2012-2014)
- Marcus Stock, desde el 15 de septiembre de 2014